# Гулачи, Мария
Мария Гулачи (-Ярми) (венг. Mária Gulácsy (-Jármy); 27 апреля 1941, Берегсас, Венгрия (ныне Берегово, Закарпатская область, Украина) — 13 апреля 2015, Будапешт, Венгрия) — венгерская фехтовальщица, серебряный призёр летних Олимпийских игр в Мехико (1968).

## Биография
Выросла в Будапеште, куда её семья переехала после того как город Берегово по завершении Второй мировой войны вошёл в состав СССР. Начала заниматься фехтованием в 1957 г. Входила в состав сборной Венгрии (1962—1968).
В составе национальной сборной рапиристок стала серебряным призёром команды соревнований на летних Олимпийских играх в Мехико (1968). Также становилась двукратной чемпионкой мира (1962 и 1967) и серебряным призёром мирового первенства (1966) в командной рапире.
После завершения спортивной карьеры в 1972 г. до выхода на пенсию в 1996 г. работала преподавателем венгерского языка в одной из школ Будапешта.